# جون تابون
جون تابون (بالإنجليزية: John Tabone)‏ (مواليد 4 مايو 1980) هو سبّاح من مالطا، مثّل بلاده في الألعاب الأولمبية الصيفية 2000.

## روابط خارجية
جون تابون على موقع الاتحاد الدولي للسباحة (الإنجليزية)
- جون تابون على موقع أوليمبيديا (الإنجليزية)
- جون تابون على موقع اتحاد ألعاب الكومنولث (مؤرشف) (الإنجليزية)